# マラ・テクレ・ハイマノート
マラ・テクレ・ハイマノート（Mara Takla Haymanot、在位期間？-？）は、エチオピア帝国の初代皇帝（諸王の中の王）。

## 概要
マラ・テクレ・ハイマノートは、ソロモン朝エチオピア帝国よりは以前の時期であるものの、エチオピアの皇帝であったとされる。
伝説上ではそして、しかし、後に建設した、最終的には、打倒した。その為、彼はザグウェ朝エチオピアの初代皇帝であるとされる。　
エチオピアに伝えられる伝説の中の建国物語は、現在の歴史の考え方では不確かなものである。しかし、ザグウェ朝初代皇帝である彼の後継者、タタディム1世は息子とされている。その後、エチオピア帝国皇帝の位は、彼の孫のジャン・セユム１世へと引き継がれていき、のち数十代ザグウェ朝のエチオピア帝国の皇帝・皇族がつづいた。しかし、後にソロモン朝初代国王のイクノ・アムラクとの争いでザグウェ朝は滅亡することとなるのである。